# New Mills
New Mills est une ville dans le nord du Derbyshire, au Royaume-Uni. 

## Économie
- Swizzels Matlow, entreprise fabricante de confiserie, fabriquant notamment les Cœurs d'amour, est basée dans la ville.

## Jumelage
- Alsfeld (Allemagne) depuis 1962[1]